# Publius Cornelius Dolabella (konsul 44 f.Kr.)
Publius Cornelius Dolabella, född omkring 80 f.Kr., död 43 f.Kr., var en romersk politiker. Han var måg till Cicero. 
I inbördeskriget (från 49 f.Kr.) fann Dolabella det fördelaktigast att bli anhängare av Caesar. Efter dennes död valdes han till consul suffectus. Dolabella höll först med de sammansvurna, men slog sedan om, och då han av Antonius erhöll ståthållarskapet i Syria, lät han mörda en av sina forna medbröder, Trebonius. Sedermera anfölls han av Cassius och blev besegrad, varefter han lät döda sig av en soldat. Hans maka, Tullia, hade dött före honom, efter ett av allt att döma föga lyckligt äktenskap.